# Auguste Pinloche
Joachim Auguste Pinloche, né à Paris le 14 mars 1856 où il est mort le 5 juillet 1938, est un germaniste français.

## Biographie
Dans un premier temps, Auguste Pinloche ne fait que des études primaires et est employé de magasin dès l'âge de treize ans. Malgré une vie familiale et professionnelle difficile, il décide de poursuivre ses études. Il s'inscrit donc à l'Association philotechnique et, tous les soirs, de 1871 à 1880, il suit les cours qui lui permettent entre autres d'apprendre l'anglais et l'allemand. De 1875 à 1880, il est commis acheteur interprète dans une maison de commission. À la fin de cette période, il réussit à passer les deux parties du baccalauréat (ès lettres et ès sciences). De 1880 à 1883, il part faire des études supérieures à la faculté des lettres de Paris. Il obtient l'agrégation d'allemand en 1883 (7e de sa promotion).
Professeur de lycée (collège de Beauvais, lycée Charlemagne à Paris, lycée de Rennes), il est nommé à la faculté des lettres de Lille en 1889 comme chargé de conférences. Durant cette période très active de sa vie, il prépare ses thèses, La Réforme de l'éducation en Allemagne au XVIIIe siècle et Basedow et le philantropisme (Colin, 1890). En 1896, il fait paraître, en version allemande, à Leipzig, une édition remaniée de sa thèse principale sous le titre de Geschichte des Philanthropinismus. 
En 1898, il quitte le poste qu'il occupait à Lille, revient à Paris où, pour des raisons politiques, il ne peut pas obtenir une chaire à la Sorbonne. Il retourne par conséquent dans l'enseignement secondaire et exerce au lycée Charlemagne, d'abord (1898-1908), puis au lycée Michelet jusqu'à son départ à la retraite le 1er juin 1924. Dans le même temps, il est nommé maître de conférences à l'École polytechnique où il reste jusqu'en 1928. Chevalier de la Légion d'honneur depuis 1921, il a la satisfaction, en 1935, d'être promu officier (décret du 31 décembre 1934).
Passionné de pédagogie, il écrit beaucoup dans ce domaine. S'il est impossible de recenser tous les articles qu'il publie tout au long de sa carrière dans des revues françaises et étrangères, on peut mentionner ses ouvrages classiques (Leçons pratiques de langue allemande, 1889-1893 ; Der groẞe Krieg 1914-1918. Lectures allemandes sur la Grande Guerre 14-18 en extraits originaux, 1921 ; Etymologisches Wörterbuch der deutschen Sprache, 1922 ; Dictionnaire français-allemand/allemand-français, 1932) et ses ouvrages pédagogiques (Pestalozzi and the Foundation of the Modern Elementary School, 1901 ; Le Régime scolaire français, 1904 ; La Nouvelle pédagogie des langues vivantes, observations et réflexions critiques, 1927 ; etc.).